# Runc, Harghita
Runc este un sat în comuna Sărmaș din județul Harghita, Transilvania, România.

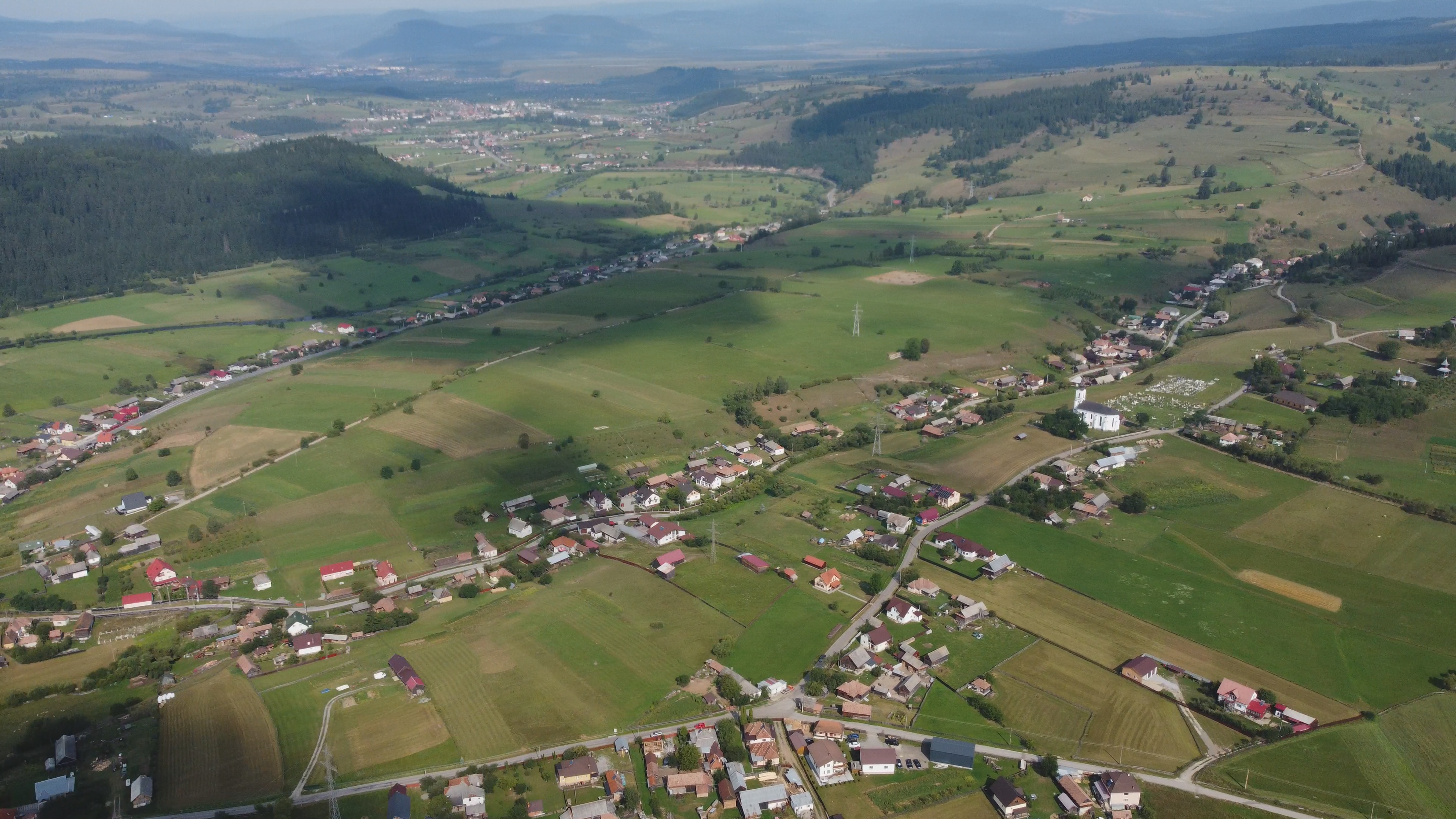

 Acest articol despre o localitate din județul Harghita este deocamdată un ciot. Puteți ajuta Wikipedia prin completarea lui.